# Desigualdades quânticas
Desigualdades quânticas são restrições locais sobre a magnitude e extensão das distribuições de densidade de energia negativa no espaço-tempo. Concebidas inicialmente para resolver um problema de longa data na teoria quântica de campos (ou seja, o potencial para densidade de energia negativa não restrita em um ponto), as desigualdades quânticas demonstraram ter uma variedade diversificada de aplicações.
A forma das desigualdades quânticas lembra o princípio da incerteza.

## Condições de energia na teoria de campos clássica
A teoria da Relatividade Geral de Einstein consiste em uma descrição da relação entre a curvatura do espaço-tempo, por um lado, e a distribuição de matéria ao longo do espaço-tempo, por outro. Os detalhes precisos dessa relação são determinados pelas equações de Einstein
{\displaystyle G_{\mu \nu }=\kappa T_{\mu \nu }}.
Aqui, o tensor de Einstein {\displaystyle G_{\mu \nu }} descreve a curvatura do espaço-tempo, enquanto o tensor momento-energia {\displaystyle T_{\mu \nu }} descreve a distribuição local de matéria. ({\displaystyle \kappa } é uma constante.) As equações de Einstein expressam relações locais entre as quantidades envolvidas - especificamente, este é um sistema de equações diferenciais parciais de segunda ordem não lineares acopladas.
Uma observação muito simples pode ser feita neste ponto: o ponto zero de momento-energia não é arbitrário. Adicionar uma "constante" ao lado direito das equações de Einstein afetará uma mudança no tensor de Einstein e, portanto, também nas propriedades de curvatura do espaço-tempo.
Todos os campos de matéria clássica conhecidos obedecem a certas "condições de energia". A condição de energia clássica mais famosa é a "condição de energia fraca"; esta afirma que a densidade de energia local, medida por um observador movendo-se ao longo de uma linha de mundo temporal, é não negativa. A condição de energia fraca é essencial para muitos dos resultados mais importantes e poderosos da teoria da relatividade clássica - em particular, os teoremas de singularidade de Hawking et al.